# Barone Grantchester
Barone Grantchester è un titolo nobiliare inglese, che rende Pari del Regno Unito.

## Storia
Barone Grantchester, di Knightsbridge nella City of Westminster, è un titolo della Parìa del Regno Unito. 
Fu creato nel 1953 per Alfred Suenson-Taylor, banchiere e uomo politico Liberal.
A partire dal 2010 il titolo è detenuto da suo nipote, il terzo barone, che successe al padre nel 1995.
Nel 2003 il Barone Grantchester sostituì il defunto Lord Milner di Leeds come uno dei novanta nobili che rimasero fra i pari ereditari della House of Lords dopo l'entrata in vigore dell'House of Lords Act del 1999. 

### Baroni Grantchester (1953)
- Alfred Jesse Suenson-Taylor, I Barone Grantchester (1893–1976),
- Kenneth Bent Suenson-Taylor, II Barone (1921–1995),
- Christopher John Suenson-Taylor, III Barone (n. 1951),

l'erede è Jesse David Suenson-Taylor (n. 1977), figlio dell'attuale titolare.